# Herself
Pour plus de détails, voir Fiche technique et Distribution.
Herself est un film britannico-irlandais réalisé par Phyllida Lloyd, sorti en 2020.

## Synopsis
Sandra, une mère célibataire, a du mal à s'en sortir avec ses deux jeunes filles après avoir quitté son mari violent.

## Fiche technique
- Titre : Herself
- Réalisation : Phyllida Lloyd
- Scénario : Clare Dunne (en) et Malcolm Campbell
- Musique : Natalie Holt
- Photographie : Tom Comerford
- Montage : Rebecca Lloyd
- Production : Rory Gilmartin, Ed Guiney et Sharon Horgan
- Société de production : BBC Films, Element Pictures et Merman
- Pays :  Royaume-Uni et  Irlande
- Genre : Drame
- Durée : 97 minutes
- Dates de sortie : 
  - États-Unis : 24 janvier 2020 (festival du film de Sundance)
  - Royaume-Uni : 10 septembre 2020

## Distribution
- Clare Dunne (en) : Sandra
- Harriet Walter : Peggy
- Conleth Hill : Aido Deveney
- Molly McCann : Molly

- Ruby Rose O'Hara : Emma
- Ian Lloyd Anderson : Gary
- Shadaan Felfeli : Shop Keeper
- Cathy Belton : Jo
- Art Kearns : John, le patron du pub
- Ericka Roe : Amy
- Anita Petry : Rosa
- Lorcan Cranitch : Michael
- Tina Kellegher : Tina
- Donking Rongavilla : Lazlo
- Sean Duggan : Ciaran Crowley
- Frank Prendergast : Dave de Goodwins
- Rebecca O'Mara : Grainne
- Daniel Ryan : Francis Deveney
- Peter Gaynor : Nathan, le voisin
- Dmitry Vinokurov : Dariusz
- Mabel Chah : Yewande
- Aaron Lockhart : Tomo
- Jane Brennan : le juge McBride

## Accueil
Le film a reçu un accueil favorable de la critique. Il obtient un score moyen de 70 % sur Metacritic.